# یوتو آداچی
یوتو آداچی (安達 祐人 Adachi Yuto, زادهٔ ۲۳ ژانویه ۱۹۹۸)، که بیشتر با نام هنری یوتو (کره‌ای: 유토؛ ژاپنی: ユウト) شناخته می‌شود، رپر، خواننده، ترانه‌سرا و آهنگساز ژاپنی مستقر در کره جنوبی است. او یکی از اعضای گروه پسرانهٔ کره‌ای پنتاگون است که توسط کیوب انترتینمنت ایجاد شده‌است.

## اوایل زندگی
یوتا زادهٔ ۲۳ ژانویه ۱۹۹۸ در ناگانودنس پاپ، ژاپن است. او کوچک‌ترین فرزند در خانواده است و یک خواهر و یک برادر دارد.

## فیلم‌شناسی

### مجموعه‌های تلویزیونی
| سال  | عنوان       | نقش                  | شبکه     | توضیحات      | منابع |
| ---- | ----------- | -------------------- | -------- | ------------ | ----- |
| ۲۰۱۷ | دوران جوانی | عضو گروه آیدل Asgard | جی‌تی‌بی‌سی | حضور افتخاری | [ ۲ ] |

### مجموعه اینترنتی
| سال  | عنوان  | نقش | شبکه      | توضیحات      | منابع |
| ---- | ------ | --- | --------- | ------------ | ----- |
| ۲۰۱۶ | اسپارک |     | ناور تی‌وی | حضور افتخاری | [ ۳ ] |

### ورایتی شو
| سال  | عنوان        | شبکه     | توضیحات    | منابع |
| ---- | ------------ | -------- | ---------- | ----- |
| ۲۰۱۶ | پنتاگون میکر | ام‌نت ام۲ | شرکت کننده | [ ۴ ] |

### میزبان
| سال  | عنوان                                                       | شبکه      | توضیحات                   | منابع |
| ---- | ----------------------------------------------------------- | --------- | ------------------------- | ----- |
| ۲۰۱۷ | دهمین سالگرد کی‌ام‌اف۲۰۱۷                                     | —         | به همراه یوتا             | [ ۵ ] |
| ۲۰۱۸ | 69th Sapporo Snow Fest 10th Anniversary K-POP FESTIVAL ۲۰۱۸ | —         | به همراه هیونگ‌وون و ووجین | [ ۶ ] |
| ۲۰۲۱ | ام‌نت بنگ!                                                   | ام‌نت ژاپن |                           | [ ۷ ] |